# Shmuel Eisenstadt
Shmuel Noah Eisenstadt (in ebraico שמואל נח אייזנשטדט‎?; Varsavia, 10 settembre 1923 – Gerusalemme, 2 settembre 2010) è stato un sociologo israeliano di origine polacca.
Ebreo polacco di nascita e cittadino israeliano, Shmuel Noah Eisenstad ottenne nel 1959 l'incarico di docente nel Dipartimento di Sociologia dell'Università ebraica di Gerusalemme, di cui dal 1990 fino alla sua morte è stato professore emerito.

Ha svolto la funzione di professore tra l'altro nell'Università di Chicago, nella Harvard University, nell'Università di Zurigo, nell'Università di Vienna, nell'Università di Berna, a Stanford e nell'Università di Heidelberg. Eisenstadt ha ricevuto numerosi premi e riconoscimenti, incluso il Premio Balzan e il Max-Planck Research Prize. Nel 2006 vinse inoltre l'Holberg International Memorial Prize. È stato membro di numerose accademie, inclusa l'American Academy of Arts and Sciences, e ha fatto parte dell'Advisory Editors Council of the Social Evolution & History Journal.
Nel campo della sociologia divenne famoso come un "sociologo della gioventù" (a causa di un'espressione che compare su From Generation to Generation, lavoro intimamente correlato con le idee di Talcott Parsons).

## Ambiente educativo e studi
La sua famiglia si trasferì in Polonia poche generazioni prima che Eisenstadt nascesse nel 1923 a Varsavia (Polonia). Agli inizi degli anni trenta la madre di Eisenstadt, rimasta vedova, lo portò a Gerusalemme quando il giovane Shmuel aveva appena 12 anni. Nel 1940, Eisenstadt studiò nell'Università Ebraica, dove ricevette il suo M.A. e il Ph.D. in Sociologia. Dopo l'A.A. 1947–48, tornò a Gerusalemme per svolgere l'incarico di Assistant lecturer nel Dipartimento di Martin Buber, sotto la guida del quale egli aveva scritto la sua tesi di laurea. Eisenstadt rimase nell'Università Ebraica per insegnarvi, operando anche come Direttore del Dipartimento di Sociologia dal 1950 al 1969 e come preside della Facoltà di Studi umanistici (Humanities) per alcuni anni.
Eisenstadt ha dato un importante contributo alla comprensione delle culture e delle civiltà. Come esperto di studi sociali, “Eisenstadt mise a fuoco le interrelazioni tra i processi di cambiamento culturali e strutturali e le tensioni e le antinomie correlate anziché il processo uniforme di sviluppo” Eisenstadt investigò su temi di grande portata del cambiamento sociale, sulle modernità e sulle civilizzazioni. Uno di tali argomenti fu che “il fondamentalismo non è un fenomeno tradizionale ma moderno”.

## Onorificenze
- The McIver Prize of the American Sociological Association nel 1964;
- The Rothschild Prize in Social Sciences nel 1970;
- The Israel Prize in social sciences nel 1973;[5]
- Premio Balzan per la sociologia nel 1988;
- The Max Planck Award for Social Sciences nel 1994;
- The Amalfi Prize for Sociology and Social Sciences nel 2001;
- The Humboldt Research Award nel 2002;
- The EMET Prize in Sociology nel 2005;
- The Holberg International Memorial Prize nel 2006 dal Parlamento norvegese. Premio assegnato a Eisenstadt per il suo grande contributo scientifico nei campi delle arti e degli studi umanistici, sociali, giuridici e teologici;
- dottorato ad honorem dell'Università di Varsavia nel 2005;
- laurea ad honorem della Harvard University.

Eisenstadt è membro delle: Israeli Academy of Sciences, Honorary Foreign Members of the American Philosophical Society, Foreign Associate of the National Academy of Sciences in the U.s., Honorary Foreign Member at the Academy of Arts and Sciences, Honorary Foreign Research Fellow at the Institute of Sociology of the Chinese Academy of Social Sciences, Honorary Fellow of the London School of Economics and Political Sciences.
Nel 2010 il festschrift, Collective Identities, States and Globalization; Essays in honour of S.N. Eisenstadt è stato pubblicato in suo onore.

## Opere scelte
- The Political System of Empires (1963)
- Modernization, Protest, and Change (1966)
- Revolution and the Transformation of Societies (1978)
- Tradition, Wandel und Modernität (1979)
- Patrons, Clients and Friends: Interpersonal Relations and the Structure of Trust in Society, con Luis Roniger (1984)
- European Civilization in a Comparative Perspective (1987)
- Die Transformation der israelischen Gesellschaft (1987)
- Kulturen der Achsenzeit (ed.), 5 voll. (1987-1992)
- Japanese Civilization – A Comparative View (1996)
- Fundamentalism, Sectarianism and Revolution: The Jacobin Dimensions of Modernity, Cambridge University Press, 1999
- Die Antinomien der Moderne
- Die Vielfalt der Moderne
- Theorie und Moderne (2006)